# Annafest

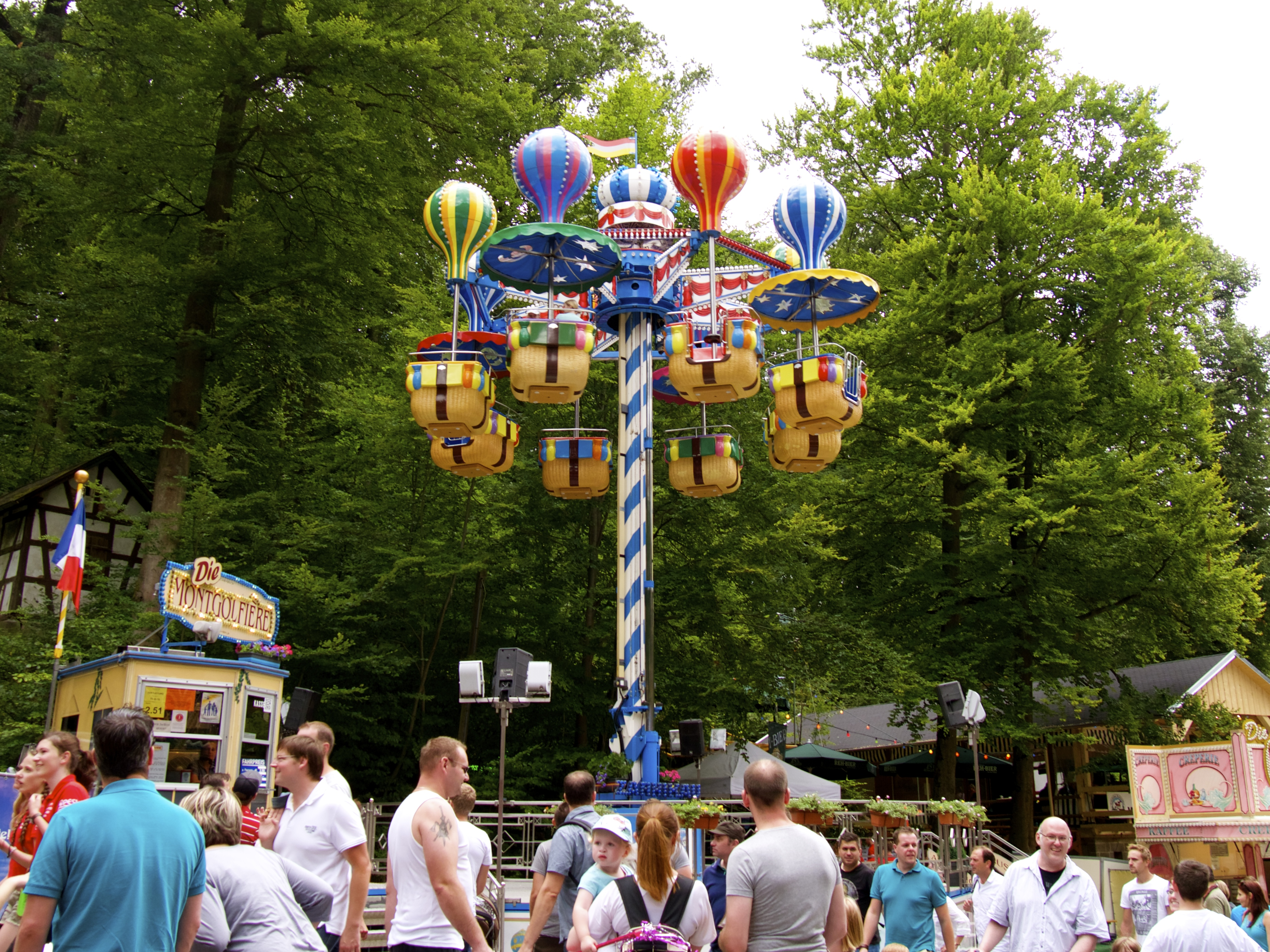
Atracción «Die Montgolfière» en el Annafest de Forchheim, 2015.

El Annafest es un festival popular de Franconia que se celebra anualmente alrededor de 26 de julio (día de santa Ana) en el Kellerwald («Bosque de las bodegas») en la ciudad de Forchheim. Este festival internacional atrae a más de 500 000 turistas locales y extranjeros cada año, para, a lo largo de los once días que dura, poder probar las cervezas producidas por casi dos docenas de cervecerías, comer, montarse en las atracciones y escuchar las bandas de música.

## Historia
En 1516 se consagró una capilla en honor a Santa Ana en la pequeña ciudad cerca de Forchheim Unterweilersbach. Hasta allí se hacía una pequeña peregrinación desde Forcheimer. En el camino de vuelta los peregrinos daban las capturas en el Kellerwald con el fin de ayudar a las cervecerías locales a cambio de la cerveza almacenada. La casa permaneció miembros de peregrinos atraídos hacia ellos y se llevaron comida y bebida con.
A medida que el Forcheimer Schützenverein 1840 su principal ubicación se trasladó desde Schiessanger en el Regnitz al Kellerwald, así se originó el Annafest.
Las cervecerías locales Hebendanz, Greif, Eichhorn y Neder todos elaboran una cerveza fuerte de estilo Bock especialmente para este festival, llamada Annafestbier. Es almacenada durante varias semanas antes de que el festival comience.

## Fechas
- 2015: 24 de julio – 3 de agosto
- 2016: 22 de julio – 1 de agosto
- 2017: 21 de julio – 31 de julio

## Para saber más
- 150 Jahre Annafest Forchheim: 1840 - 1990 ; Festschrift der Stadt Forchheim (en alemán). Stadt Forchheim. 1990.